# Shiny
Shiny — программная среда, предназначенная для удобства создания на основе языка программирования R интерактивных веб-приложений с графическим интерфейсом пользователя.

## Применение
Shiny оказался эффективным средством создания веб-приложений для интерактивного моделирования особенностей течения в 2020 г. пандемии COVID-19, визуализации соответствующих статистических данных. Он также удобен для создания различных онлайн калькуляторов, диаграмм, инфографики.
Разработанное в Shiny приложение может запускаться на исполнение со специального облачного сервера таких приложений shinyapps.io,  выполняться на локальном сервере пользователя либо на платном сервере Rstudio.

## Примеры использования

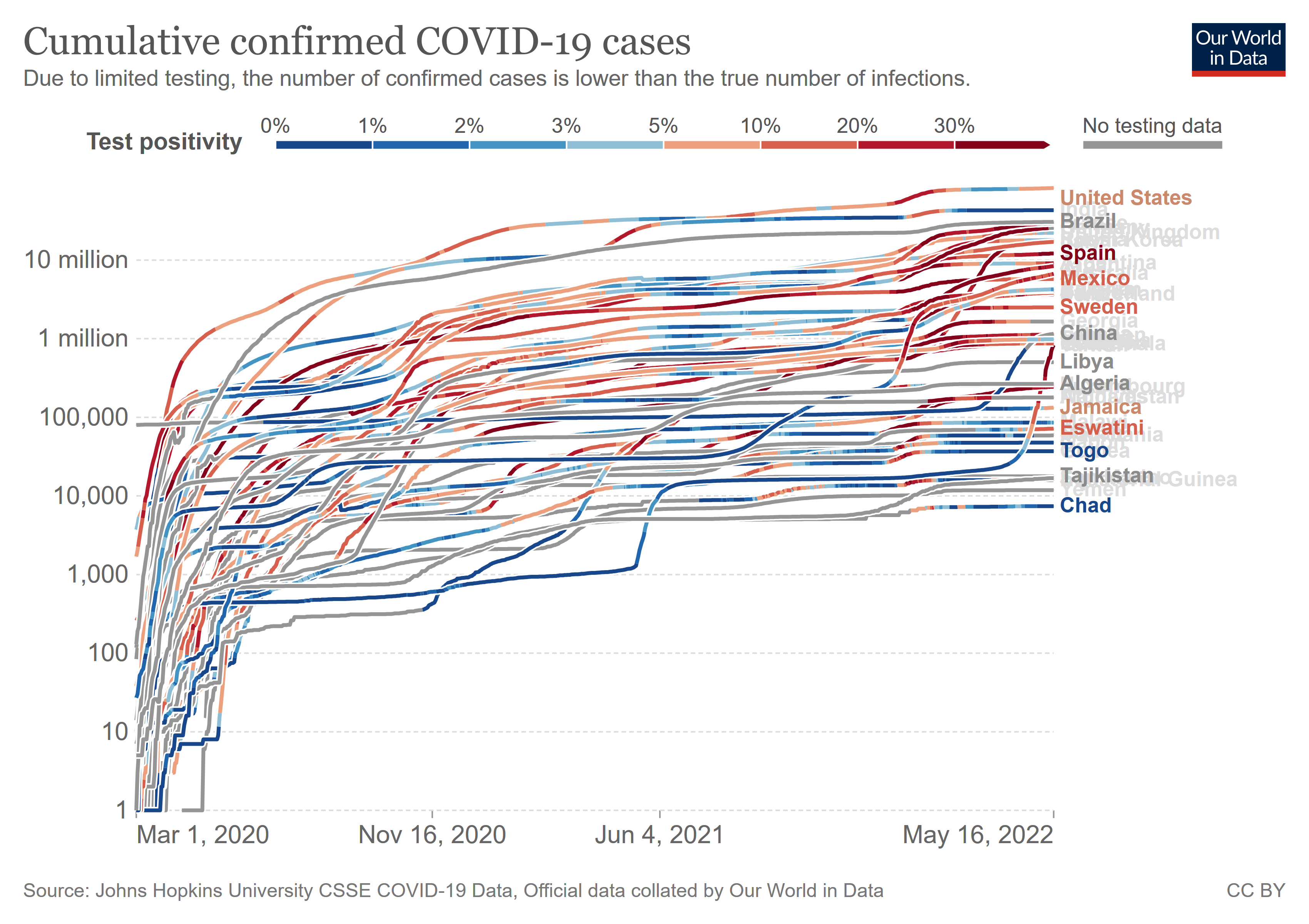
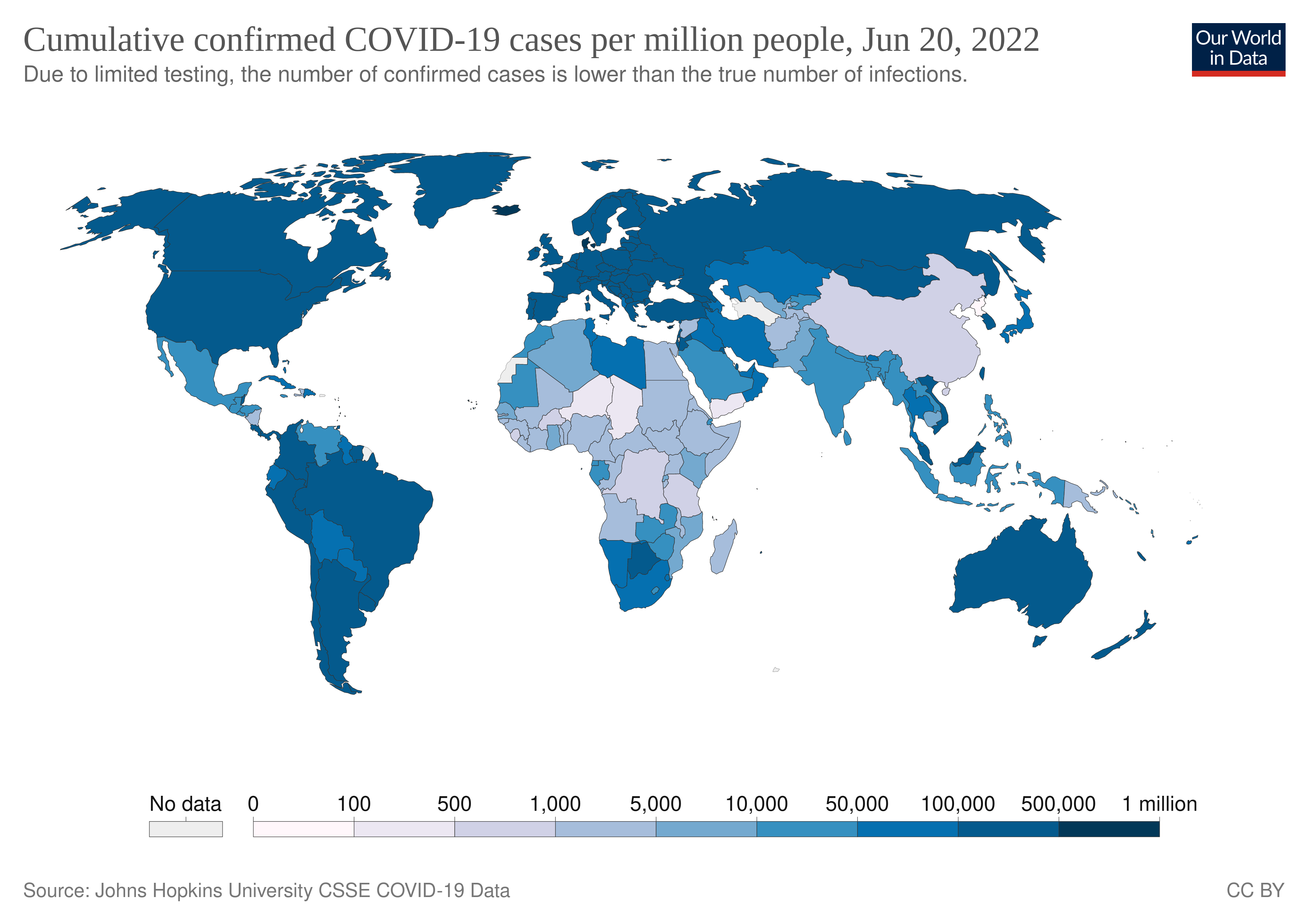